# Přítkov
Přítkov (deutsch Judendorf, auch Jüdendorf) ist ein Ortsteil der Gemeinde Proboštov in Tschechien.

## Geographie
Přítkov liegt zwei Kilometer westlich von Krupka und gehört zum Okres Teplice. Die Ortslage befindet sich in einer Talmulde zwischen den Tälern des Přítkovský potok und Modlanský potok am südlichen Fuße des Erzgebirges. Nordöstlich erhebt sich der Mückenberg (806 m).
Nachbarorte sind Horní Krupka im Nordosten, Vrchoslav und Krupka im Osten, Proboštov im Süden, Novosedlice und Bystřice im Südwesten sowie Běhánky und Drahůnky im Westen.

## Geschichte
Die Ansiedlung entstand im 13. Jahrhundert und gehörte zur Herrschaft Krupka. Die erste urkundliche Erwähnung von Judendorf datiert aus dem Jahre 1465, als der Ort Teil der Herrschaft Teplice wurde. Im Jahre 1512 wurde der Ort mit dem Namen Przitkov bezeichnet.
Nach der Aufhebung der Patrimonialherrschaften wurde Jüdendorf im Jahre 1850 ein Ortsteil der Gemeinde Probstau im Bezirk Teplitz.
In der zweiten Hälfte des 19. Jahrhunderts begann südlich des Dorfes der Abbau von Braunkohle. Der Ort war überwiegend deutsch besiedelt, die Bewohner arbeiteten in den Gruben und Fabriken von Probstau oder ernährten sich von der Landwirtschaft. 1870 wurde Jüdendorf zusammen mit Probstau nach Weißkirchlitz eingemeindet.
Im Jahre 1903 entstand die selbstständige Gemeinde Jüdendorf. Nach dem Münchner Abkommen erfolgte 1938 die Angliederung an das Deutsche Reich. 1939 lebten in der Gemeinde im Landkreis Teplitz-Schönau 415 Menschen. Nach dem Zweiten Weltkrieg wurde die deutsche Bevölkerung vertrieben und Tschechen angesiedelt. Damit war ein starker Bevölkerungsrückgang verbunden. 1960 verlor Přítkov seine Selbstständigkeit und wurde zum Ortsteil von Proboštov.

## Entwicklung der Einwohnerzahl
| Jahr | Einwohnerzahl |
| ---- | ------------- |
| 1869 | 146           |
| 1880 | 239           |
| 1890 | 205           |
| 1900 | 381           |
| 1910 | 428           |

| Jahr | Einwohnerzahl |
| ---- | ------------- |
| 1921 | 415           |
| 1930 | 401           |
| 1950 | 212           |
| 1961 | 197           |
| 1970 | 187           |

| Jahr | Einwohnerzahl |
| ---- | ------------- |
| 1980 | 158           |
| 1991 | 142           |
| 2001 | 161           |
| 2011 | 215           |